# Granatnik Carl Gustaf

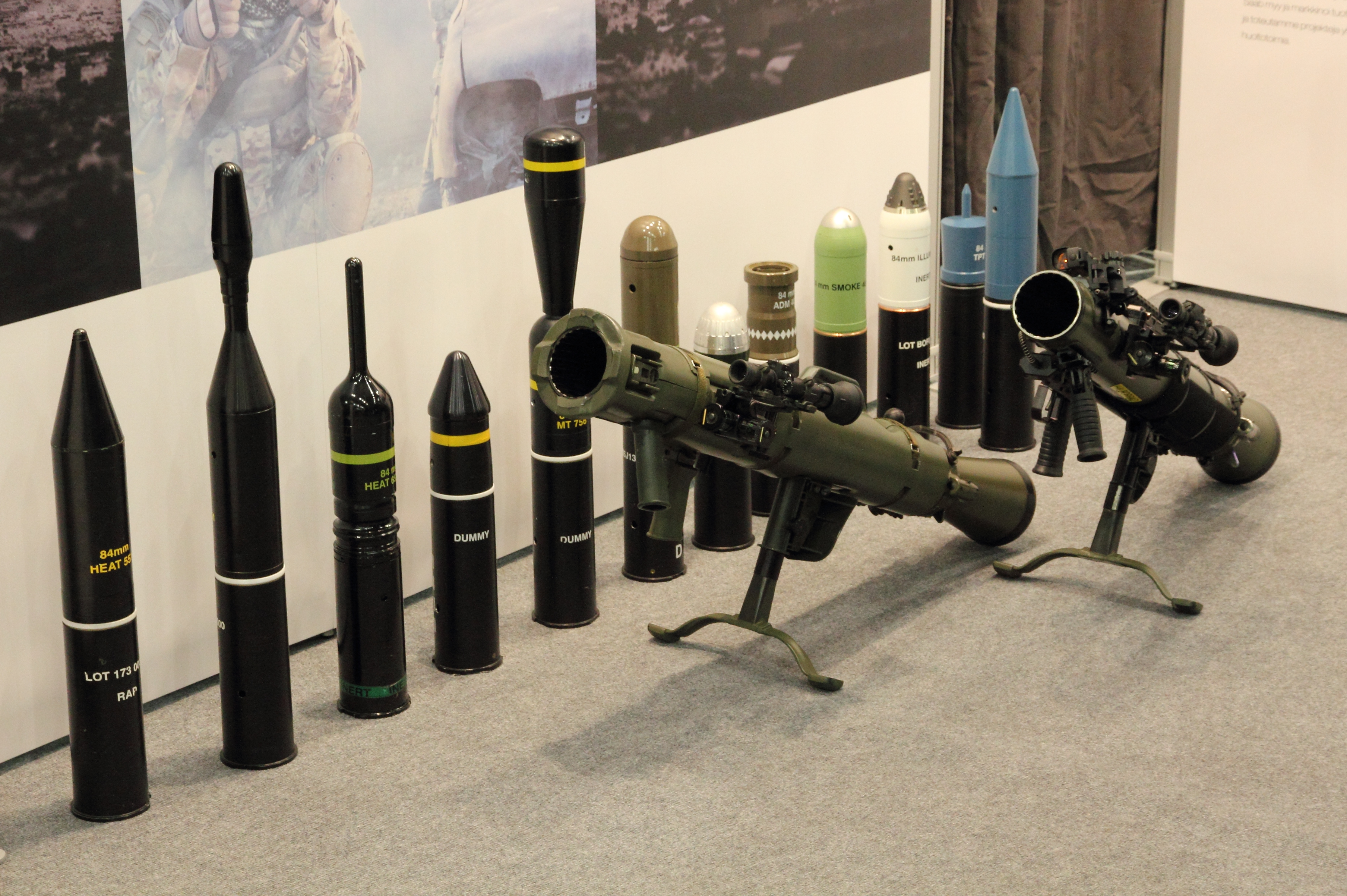
Amunicja wraz z działami

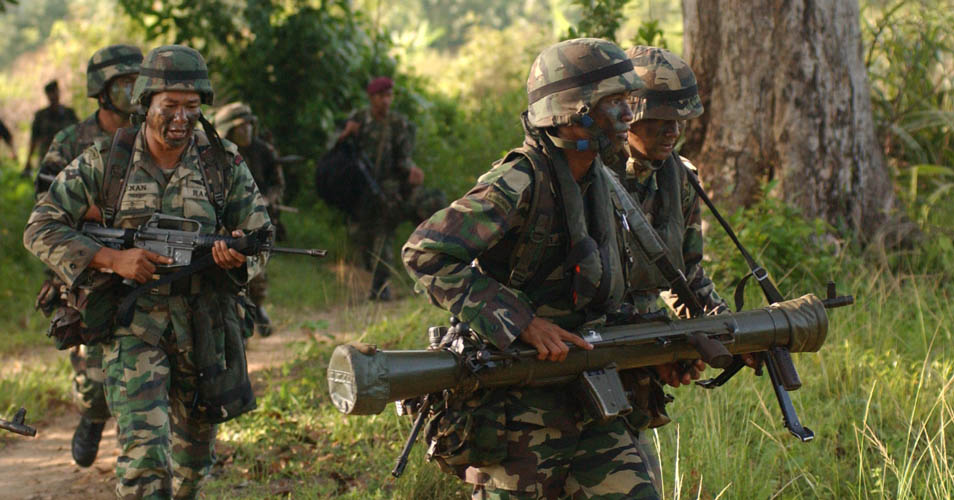
Malezyjscy żołnierze z granatnikiem Carl Gustaf

Carl Gustaf – szwedzkie gwintowane działo bezodrzutowe kalibru 84 mm, produkowane przez Saab Bofors Dynamics, klasyfikowane również jako średni granatnik przeciwpancerny. Pierwszy prototyp granatnika Carl Gustaf powstał w 1946.

## Konstrukcja
Granatnik działa na zasadzie działa bezodrzutowego. Ładowany jest odtylcowo, zamek jest otwierany na bok. Pocisk w czasie lotu jest stabilizowany dzięki gwintowanej lufie.
Do broni przeznaczona jest amunicja w pięciu rodzajach: kumulacyjna (typu HEAT-551), przeciwpancerno-odłamkowa (typu HEDP-502), odłamkowo-burząca (typu HE-441B), oświetlająca (typu 545) i dymna (typu 469B). Prowadzone są próby pocisku ppanc kierowanego półaktywnie wiązką światła laserowego.

## Użytkownicy
Granatnik mimo wiekowej konstrukcji jest z powodzeniem używany do dziś przez siły zbrojne wielu państw świata.
- Australia[5]
- Austria[6]
- Belgia[5]
- Dania[6]
- Estonia[7]
- Grecja: Ellenikόs Stratόs[8]
- Holandia[6]
- Indonezja: Komando Pasukan Katak oraz Komando Pasukan Khusus[9]
- Irlandia[6]
- Kanada[5]
- Litwa[10]
- Niemcy[6]
- Norwegia[6]
- Polska: JW Agat, JW Formoza, JW Grom, JW Komandosów, dawniej Nadwiślańskie Jednostki Wojskowe[11][12].
- Stany Zjednoczone: jednostki wojskowe podległe USSOCOM, United States Army Rangers
- Słowacja: We wrześniu 2015 zamówiono najnowszą wersję Carl-Gustaf M4[13][14].
- Szwecja[6]
- Wielka Brytania[6]

### Polska
27 granatników Carl Gustaf M2 posiadały Nadwiślańskie Jednostki Wojskowe, a po ich rozformowaniu przekazane Wojskom Aeromobilnym (25 BKP, 6 BDSz), broń tych sił była zmagazynowana (stan na 2017 rok). Wojska Specjalne są największym użytkownikiem w SZ RP.